# 林瑞鳳
林瑞鳳，本籍福建。中國清朝武官官員。
曾任銅山營參將。1844年（道光24年），奉旨接替雲鴻，於台灣地區擔任澎湖水師協副將。而隸屬台灣鎮之下的此官職職等為正二品，是台灣清治時期的這階段，扼守台灣海峽的重要武將，並統帥兩標水營，數千名水師兵勇。